# Associació de Pastors i Pastores Formatgers dels Països Catalans
L'Associació de Pastors i Pastores Formatgers dels Països Catalans és una associació sense ànim de lucre nascuda l'any 2021 que aglutina aquelles formatgeries que elaboren formatge exclusivament amb llet del propi ramat de pastura. Reivindica, doncs, el formatge de pastor i tenia com a objectiu tenir un segell reconegut per l'administració pública.
Es va presentar al públic el 19 de setembre de 2021 a la fira de Santa Tecla de Berga. D'un inici, la presideix Josep Berguedà, un pagès, pastor i formatger originari de la Nou de Berguedà. Més endavant, el 2022, l'entitat va participar en una jornada tècnica de la Fira de Sant Ermengol.
Hi ha integrants de l'organització especialitzats en llet d'ovella, llet de cabra i llet de vaca (l'opció minoritària). Cal que l'elaboració de formatges sigui exclusivament feta a partir de la llet del propi ramat. El nombre màxim d'animals és regulat, com també un mínim d'hores de pastura diàries.
El segell dels formatges fets pels membres d'aquesta associació és una etiqueta amb el títol "formatge de pastor" o bé "formatge de pastora", acompanyat d'una imatge d'un formatge i un ganxo o tirapeu, un dels elements característics del món pastoral.